# Taban Air
Табан Эйр (англ. Taban Air) — иранская авиакомпания, основанная в 2005 году.
Компания лишилась лицензии 24 января 2010 года.

## История
Компания Taban Air была основана в 2005 году. В авиакомпании работало около 450 человек.
Авиакомпания была вынуждена закрыться 24 января 2010 года, когда ей было отказано в лицензии на эксплуатацию из-за аварии с участием рейса — 6437.

## Флот
Флот выглядел так: Boeing 737—400 и MD-88(83), а также из Airbus A310. Ранее авиакомпания эксплуатировала лайнеры Ту-154М.

## Происшествия
- 24 января 2010 года Ту-154 с номером RA-85787 совершил грубую посадку в аэропорту Мешхед. Лайнер был взят в лизинг у фирмы «KOLAVIA».
- 4 июня 2013 года в аэропорту Казвина вынужденную посадку совершил самолёт McDouglas MD-83. Причиной послужил отказ двигателя.
- 10 августа 2014 года IrAn-141 авиакомпании Sepahan Airlines потерпел крушение в аэропорту Tegeran. Ранее ложно сообщалось, что самолёт принадлежал «Taban Air Live», так как у авиакомпании аналогичный борт был зарегистрирован в «мокром» лизинге (в списках не значится). Погибло 39 человек, ещё 9 пострадало.